# Rodolfo Falcón (nuotatore 1972)
Rodolfo Antonio Falcón Cabrera (L'Avana, 25 ottobre 1972) è un ex nuotatore cubano, specializzato nello stile dorso.
Ha rappresentato Cuba ai Giochi olimpici estivi di Barcellona 1992, Atlanta 1996 e Sydney 2000, vincendo la medaglia d'argento nei 100 m dorso nell'edizione americana.
Si è laureato campione iridato in vasca corta ai mondiali di Rio de Janeiro 1995 nei 100 m dorso e nei 200m dorso ed Hong Kong 1999 nei 50 m dorso e nei 100 m dorso.

## Palmarès
- Olimpiadi

Atlanta 1996: argento nei 100m dorso.
- Mondiali in vasca corta

Palma di Majorca 1993: bronzo nei 100m dorso.
Rio de Janeiro 1995: oro nei 100m dorso e nei 200m dorso.
Hong Kong 1999: oro nei 50m dorso e nei 100m dorso.
Atene 2000: argento nei 100m dorso e bronzo nei 50m dorso.
- Giochi panamericani

L'Avana 1991: argento nei 100m dorso e bronzo nella 4x100 mista.
Mar del Plata 1995: argento nei 200m dorso e bronzo nei 100m dorso.
Winnipeg 1999: oro nei 100m dorso.
- Universiadi

Buffalo 1993: oro nei 100m dorso e nei 200m dorso.